# Sandra Mujinga
Sandra Mujinga (geb. 1989 in Goma, Demokratische Republik Kongo) ist eine norwegische Künstlerin.

## Leben und Wirken
Mujinga wuchs in Norwegen auf. Sie lebt in Oslo und Berlin. Studium an der Malmö Art Academy (Lund University) und an der Akademie der bildenden Künste Wien. Sie fertigt überlebensgroße Gestalten an, die oft an Bestien, Tiere oder Schaufensterpuppen erinnern. Sie sollen verdrängte Missstände verkörpern, wie Kolonialismus und die damit verbundene Ausübung von Gewalt sowie Rassismus. Neben ihren Skulpturen integriert Mujinga auch Video- und Performance-Elemente in ihr Schaffen. Mujinga wurde im Jahr 2021 mit dem Preis der Nationalgalerie ausgezeichnet. Die Jury schrieb über Mujingas Arbeit: „Ihre Skulpturen erwecken den Eindruck, als kämen sie aus einer vergangenen Zukunft. Sie erinnern uns daran, dass wir für unser Überleben auf andere Lebewesen Rücksicht nehmen müssen und von ihnen Strategien lernen können, sich an eine stets verändernde Umwelt anzupassen.“ Ab Herbst 2022 wird ihre Arbeit in einer Einzelausstellung im Hamburger Bahnhof – Nationalgalerie der Gegenwart in Berlin gezeigt.

## Ausstellungen (Auswahl)
- Kunstmuseum Göteborg (2021)
- Swiss Institute, New York (2021)
- Hamburger Bahnhof – Nationalgalerie der Gegenwart (2022/23)